# Научно-технический комитет Военно-воздушных сил
Научно-технический комитет Военно-воздушных сил (НТК ВВС) существовал при Центральном аппарате ВВС г. Москва до распада Советского Союза. Основной и главной его задачей были перспективы развития авиационной техники и вооружения по всем её направлениям. Научными направлениями были: самолёт и авиационный двигатель, авиационное вооружение, авиационное и радиоэлектронное оборудование. 
Председатели НТК ВВС - генерал Волков Г. генерал-лейтенант Мишук М. Н., генерал-лейтенант Кирилин Г. С., генерал-лейтенант Клягин А. С., генерал-майор Гончаров И. Н. и др. Заместителями председателя - генерал-майор Шишков Н. Г., генерал-майор Ерещенко Ю. Г., полковник Кузнецов Н. В. и др. 
В его состав входили четыре Помощника председателя, члены НТК и старшие референты. Все они осуществляли кроме определения перспектив развития авиационной техники и вооружения по своим научным направлениям и координацию научно-исследовательских и опытно-конструкторских работ между научно-исследовательскими и испытательными институтами ВВС (например, 30 ЦНИИ МО) и Научно-исследовательскими учреждениями и высшими учебными заведениями ВВС (НИУ и ВУЗ ВВС). Ими же готовились проекты заключений по Ленинским и государственным премиям СССР, а также подготовку и согласование годовых и пятилетних планов НИР НИУ и ВУЗ ВВС.